# SN 1988G
SN 1988G – supernowa typu Ia odkryta 25 lutego 1988 roku w galaktyce A133042+3154. W momencie odkrycia miała maksymalną jasność 17,00m.